# Tahsin Şahinkaya
Tahsin Şahinkaya (* 1. Mai 1925 in Merzifon, Provinz Amasya; † 9. Juli 2015 in Istanbul) war ein türkischer General, der zwischen 1978 und 1983 Kommandeur der Luftstreitkräfte (Hava Kuvvetleri) sowie von 1980 bis 1983 Mitglied des Nationalen Sicherheitsrates (Millî Güvenlik Konseyi) war.

## Leben
Nach dem Schulbesuch trat Şahinkaya in die Streitkräfte ein und absolvierte die Militärakademie, aus der er 1943 als Leutnant entlassen wurde. Nach einer anschließenden Ausbildung an der Infanterieschule in Çankırı schloss sich ein Praktikum an der Fliegerausbildungsschule in Eskişehir an, dem 1944 ein Pilotentraining in den USA folgte. Nach seiner Rückkehr in die Türkei wurde er 1946 Fliegerleutnant an der Fliegerausbildungsschule in Eskişehir, ehe er nach einem weiteren Lehrgang in den USA 1949 mit dem Aufbau der Schule für Luftaufklärung in Eskişehir beauftragt wurde.
Nachdem Şahinkaya zwischen 1955 und 1957 einen Lehrgang an der Akademie der Luftstreitkräfte (Hava Harp Akademisi) absolviert hatte, wurde er zum stellvertretenden Kommandeur des 3. Luftaufklärungsgeschwaders ernannt und war dann zwischen 1964 und 1966 Luftwaffenoffizier im Hauptquartier der Allied Forces South Europe der NATO in Neapel.
Nach seiner Rückkehr wurde er zum Brigadegeneral und zum Kommandeur des 6. Haupt-Strahlflugzeugkommandos in Bandırma befördert. 1969 erfolgte seine Beförderung zum Generalmajor und zum stellvertretenden Kommandeur der Luftwaffenakademie sowie danach 1971 zum stellvertretenden Kommandeur der Luftstreitkräfte. 1972 wurde er Kommandeur der Luftwaffenakademie.
1973 wurde Şahinkaya zum Generalleutnant befördert und zum Exekutivchef des Generalstabes der Luftstreitkräfte, Ersten Stellvertretenden Kommandeur der Luftstreitkräfte sowie zum Militärvertreter bei der Central Treaty Organization (CENTO) ernannt.
Nachdem er 1977 zum General befördert worden war, wurde er Generalsekretär des Nationalen Sicherheitsrates (Millî Güvenlik Kurulu). Am 21. August 1978 wurde er als Nachfolger von General Ethem Ayan Kommandeur der Türkischen Luftstreitkräfte und bekleidete diese Funktion über fünf Jahre bis zum 6. Dezember 1983.
Als es am 12. September 1980 zum Militärputsch in der Türkei unter Führung von Generalstabschef Kenan Evren kam, wurde er außerdem Mitglied des Nationalen Sicherheitsrates und gehörte auch diesem bis zum 6. Dezember 1983 an.
Für seine Verdienste wurde er mit der Verdienstmedaille der Türkischen Republik (Türkiye Cumhuriyeti Üstün Hizmet Madalyası) ausgezeichnet.
Am 4. April 2012 begann gegen ihn und Kenan Evren ein Prozess wegen Umsturz der verfassungsmäßigen Ordnung. Bei einer Verurteilung drohte beiden eine lebenslange Haftstrafe. Nebenkläger waren Opferverbände sowie die türkische Regierung und die Nationalversammlung. Bereits Mitte Januar 2012 war bekannt geworden, dass die Anklage gegen ihn auch mögliche Bestechungsvorwürfe im Zusammenhang mit dem Kauf von General Dynamics F-16-Mehrzweckkampfflugzeugen für die Luftstreitkräfte umfassen sollte. Im Juni 2014 wurden Evren und Şahinkaya zu lebenslangen Haftstrafen verurteilt.